# 高岡市立高岡西部小学校
高岡市立高岡西部小学校（たかおかしりつ たかおかせいぶしょうがっこう）は富山県高岡市にある公立小学校。高岡市立横田小学校、高岡市立川原小学校、高岡市立西条小学校の3校が統合して開校した。

## 沿革
- 2023年8月31日 - 校名および校章決定[3]。
- 2024年4月7日 - 開校式を挙行[2]。

## 校舎概要
校舎は旧富山県立高岡西高等学校の校舎を利用している。
敷地面積31,446 m2、延床面積10,132 m2校舎棟はRC造、体育館棟はSRC造。